# Roberto Carlos da Silva
Roberto Carlos da Silva Rocha, noto semplicemente come Roberto Carlos (Garça, 10 aprile 1973), è un allenatore di calcio ed ex calciatore brasiliano, di ruolo difensore.
Considerato uno dei migliori terzini di tutti i tempi, rientra nella ristretta cerchia dei calciatori con almeno 1000 presenze in carriera. Occupa la 64ª posizione nella speciale classifica dei migliori calciatori del XX secolo pubblicata dalla rivista World Soccer mentre nel marzo del 2004, Pelé lo ha anche inserito nella FIFA 100, la lista dei 125 migliori calciatori viventi, redatta in occasione del Centenario della FIFA. È stato inserito per sette anni di fila tra i candidati alla vittoria del Pallone d'oro (dal 1997 al 2003), arrivando a ricoprire nel 2002 la seconda posizione alle spalle del connazionale Ronaldo. Nel 2020 è risultato inoltre tra i candidati al Dream Team del Pallone d'Oro, una selezione degli undici migliori calciatori che hanno giocato dagli anni '50 in avanti.
Ha raggiunto i maggiori successi negli anni di militanza nel Real Madrid (1996-2007), vincendo quattro campionati spagnoli, tre Supercoppe spagnole, tre Champions League, una Supercoppa UEFA e due Coppe Intercontinentali.
A lungo titolare della nazionale brasiliana, con la Seleção ha vinto la Copa América e la Confederations Cup nel 1997, un'altra Copa América nel 1999 e soprattutto il campionato del mondo 2002, dopo aver già ottenuto un secondo posto nel 1998.

## Biografia
Dal 2005 è cittadino spagnolo ed è padre di 11 figli (9 nati in Brasile, 1 in Messico e 1 in Ungheria) avuti da 7 donne diverse.

## Caratteristiche tecniche
Ritenuto uno dei più forti terzini sinistri del calcio moderno, era dotato di elevata velocità, corsa e di una buona visione offensiva. Per questo, Roberto Carlos si comportava come un esterno aggiunto sulla fascia sinistra, facendo salire velocemente la propria squadra al momento del disimpegno o tornando velocemente per tornare a coprire la posizione. Aveva un buon lancio lungo ed era inoltre abile nel dribbling in corsa e nel fornire cross e assist per i compagni. Sotto la gestione dell'allenatore Roy Hodgson ai tempi dell'Inter, è stato spesso impiegato fuori ruolo, come tornante di centrocampo o esterno offensivo, posizioni poco adatte alle sue caratteristiche, che hanno condizionato negativamente il suo rendimento. Verso la fine della sua carriera, durante la sua parentesi all'Anži, ha invece giocato a centrocampo, come mediano davanti alla difesa.
Specialista nei calci piazzati, riusciva a trovare spesso la via del gol, eseguendo tiri estremamente potenti (oltre 100 km/h) e precisi, a cui era in grado di imprimere un notevole effetto. Degno di nota, in tal senso, è il celebre gol realizzato contro la Francia nel Torneo di Francia del 1997, con un calcio di punizione a circa 35 metri dalla porta: dopo aver preso una lunga rincorsa, Roberto Carlos scagliò un violento tiro verso il portiere Fabien Barthez, che non si preparò per parare in quanto il pallone (che viaggiava a 137 km/h) sembrava destinato a uscire di diversi metri; invece la sfera cambiò direzione, disegnò una traiettoria a rientrare e si infilò nell'angolo in basso alla sinistra del portiere.
Grazie a queste sue caratteristiche, Roberto Carlos è stato uno dei difensori più prolifici della storia del calcio, con oltre 130 marcature in carriera.

## Carriera

### Club

#### União São João
Ha iniziato la propria carriera nelle giovanili dell'União São João. Nel 1991 è passato nella prima squadra, con cui ha disputato in totale tra gare ufficiali e amichevoli 68 partite segnando 5 gol.
Nell'agosto 1992 è stato aggregato all'Atlético Mineiro per tre amichevoli in Spagna, ma non è stato successivamente tesserato dal club di Belo Horizonte.

#### Palmeiras
Nel 1993 è stato acquistato dal Palmeiras per 500 000 dollari. Con il club di San Paolo ha vinto il Torneo Rio-San Paolo nel 1993 e due edizioni consecutive del Campionato Paulista e della Serié A. A livello personale, invece, ha ricevuto per due volte la Bola de Prata. In totale (amichevoli comprese) con il Palmeiras ha giocato 185 partite nelle quali ha segnato 17 gol.

#### Inter

Roberto Carlos (a destra) all'Inter nella stagione 1995-1996, accanto al connazionale Caio

Nell'estate del 1995 è passato all'Inter in cambio di 7 milioni di dollari, equivalenti a 10 miliardi di lire. Nella sua prima stagione in una squadra europea, caratterizzata da un doppio cambio di allenatore, Roberto Carlos ha totalizzato 34 presenze (30 in campionato, 2 in Coppa Italia e 2 in Coppa UEFA) con 7 reti all'attivo (5 in Serie A e una sia in Coppa Italia sia in Coppa UEFA), la prima delle quali su calcio di punizione nella partita di esordio contro il L.R. Vicenza il 27 agosto 1995.
A fine stagione il tecnico Roy Hodgson, ritenendolo "indisciplinato tatticamente", gli ha preferito Alessandro Pistone, favorendo in tal modo la cessione del brasiliano al Real Madrid per circa 600 milioni di pesetas (poco più di 7 miliardi di lire dell'epoca).

#### Real Madrid
Chiesta la cessione al club milanese, Roberto Carlos è approdato al Real Madrid su precisa richiesta del nuovo allenatore dei madrileni Fabio Capello, che, venuto a sapere della sua messa sul mercato, ha immediatamente informato Lorenzo Sanz e ha fatto chiudere la trattativa nel giro di poche ore.
Roberto Carlos ha giocato nel Real Madrid per 11 stagioni, disputando in totale 527 partite nelle quali ha segnato 70 reti. Con le merengues si è dimostrato uno dei migliori interpreti del proprio ruolo, tanto da essere considerato, insieme a Paolo Maldini, il migliore terzino sinistro al mondo. Con il club madrileno ha vinto quattro titoli spagnoli, tre Supercoppe di Spagna, tre Champions League, una Supercoppa UEFA e due Coppe Intercontinentali.
Nella vittoriosa finale di Champions League 2001-2002 contro il Bayer Leverkusen è stato autore dell'assist per il gol del definitivo 2-1 di Zidane, con un cross dopo una discesa sulla fascia sinistra. Anche il gol del vantaggio di Raúl era nato da una lunghissima rimessa laterale del brasiliano, di fatto un assist per la punta spagnola. Le sue buone prestazioni in Champions League gli hanno consentito di essere inserito nella Squadra dell'anno UEFA nel 2002 e nel 2003. Alla fine del 2002, dopo il vittorioso campionato del mondo nippo-coreano giocato da protagonista, viene scavalcato dal solo Ronaldo (suo nuovo compagno di squadra e capocannoniere della Coppa del mondo 2002) nella classifica del Pallone d'oro.
Il 6 dicembre 2003 ha aperto le marcature nel "classico" contro il Barcellona, in occasione della prima vittoria dei madrileni al Camp Nou in campionato dopo vent'anni.
Nel gennaio 2006 Roberto Carlos ha disputato la gara numero 330 con il Real Madrid e ha così stabilito il record di presenze con la maglia dei blancos per un calciatore non nato in Spagna, superando Alfredo Di Stéfano, fermo a 329 presenze. Il 9 marzo 2007, dopo l'eliminazione in Champions League contro il Bayern Monaco, ha dichiarato di voler lasciare il Real Madrid alla fine della stagione, complici anche le numerose critiche ricevute per l'errore commesso proprio contro i bavaresi, che ha favorito il gol di Makaay dopo pochi secondi di gioco. L'ultima partita del brasiliano con il Real Madrid risale al 17 giugno 2007, quando i madrileni, battendo per 3-1 il Maiorca al Bernabéu, all'ultima giornata del campionato 2006-2007, vinsero il titolo.

#### Fenerbahçe

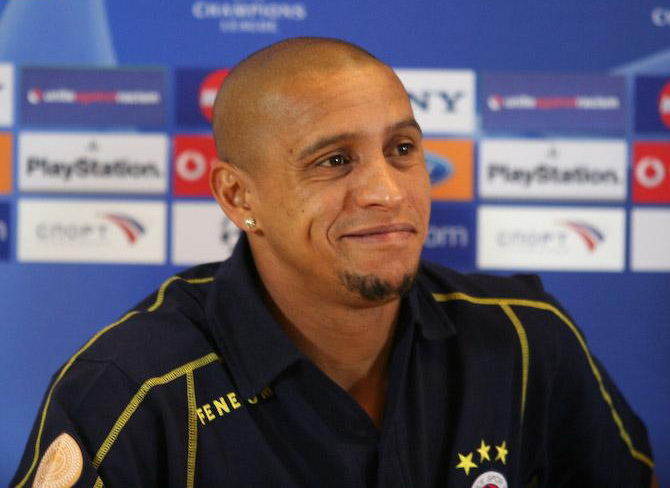
Roberto Carlos ai tempi della sua militanza nel Fenerbahçe

Il 19 giugno 2007 ha lasciato il Real Madrid per trasferirsi al Fenerbahçe, squadra campione di Turchia, con cui ha firmato un contratto biennale poi esteso di un ulteriore anno.
Il suo esordio con la squadra di Istanbul è coinciso con la vittoria della Supercoppa di Turchia contro il Beşiktaş. Il 25 agosto 2007 ha poi segnato il primo gol con la maglia Fenerbahçe contro il Sivasspor con un colpo di testa in tuffo.
Nell'ottobre 2009 ha annunciato di voler lasciare il Fenerbahçe nel dicembre seguente, volendo ritornare in Brasile oppure, anche gratuitamente per 6 mesi al Real Madrid. Ha disputato l'ultima partita con il Fenerbahçe il 17 dicembre 2009 in UEFA Europa League contro lo Sheriff Tiraspol, entrando in campo nei minuti finali, ed è poi stato festeggiato da compagni e tifosi.
In Turchia ha giocato due stagioni e mezza per un totale di 104 partite nelle quali ha segnato 10 gol. Ha inoltre vinto per due volte la Supercoppa di Turchia.

#### Corinthians
Il 16 dicembre 2009 ha rescisso il contratto che lo legava al Fenerbahçe e ha firmato per il Corinthians.
Ha esordito con il Corinthians il 20 gennaio 2010 contro il Bragantino nella seconda giornata del Campionato Paulista 2010 e ha segnato il primo gol il 14 marzo 2010 contro il Santo André. In totale nella prima stagione con la maglia del Timão ha disputato 57 partite e segnato 3 gol (2 nel Campionato Paulista e uno in Série A). A fine stagione ha ricevuto la sua terza Bola de Prata.
Ha iniziato la stagione 2011 segnando la rete del definitivo 2-0 nella prima giornata del Campionato Paulista contro la Portuguesa con un tiro a effetto "a rientrare" direttamente da calcio d'angolo.

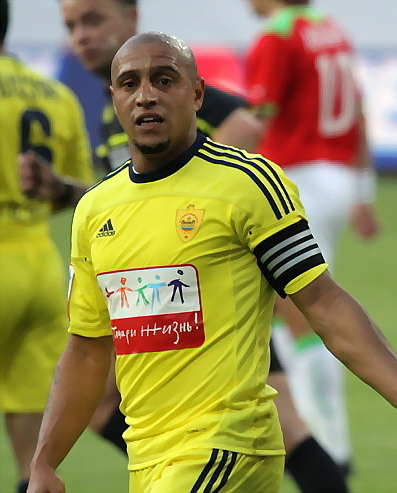
Roberto Carlos con la maglia e la fascia di capitano dell'Anži

Il 12 febbraio 2011 ha rescisso il contratto che lo legava al Timão a causa delle ripetute minacce dei tifosi, indispettiti per le sue prestazioni.

#### Anži
Il 16 febbraio 2011 Roberto Carlos ha accettato l'offerta dell'Anži, squadra della Prem'er-Liga, con cui ha firmato un contratto di due anni e mezzo a 9 milioni di euro.
Ha esordito da titolare, per tutti e 90 i minuti, nella gara di ritorno degli ottavi di finale di Coppa di Russia persa per 3-2 contro lo Zenit San Pietroburgo. Il 25 aprile 2011 ha segnato la prima rete con la maglia della squadra russa contro la Dinamo Mosca (2-2), realizzando il primo gol della gara su calcio di rigore.
Il 29 settembre 2011 il tecnico del club russo Gadži Gadžiev è stato sollevato dall'incarico e la panchina è stata assegnata temporaneamente al tandem formato da Andrej Gordeev e Roberto Carlos, con quest'ultimo che ha così ricoperto il doppio ruolo di giocatore e assistente allenatore. Dopo tale data Roberto Carlos non ha più disputato alcuna partita con la compagine russa e nel dicembre del 2011 ha firmato un contratto quinquennale come membro dello staff tecnico della squadra del Daghestan. Il 9 marzo 2012 non è stato inserito dal nuovo allenatore del club Guus Hiddink nell'elenco dei giocatori per la seconda parte del campionato ma lo stesso Roberto Carlos ha dichiarato di non volersi ancora ritirare non escludendo la possibilità di tornare a giocare durante la stagione successiva. Tuttavia il 1º agosto 2012, a 39 anni, ha annunciato ufficialmente il suo ritiro dal calcio giocato continuando a far parte dello staff tecnico della società come Team's director.

#### Delhi Dynamos
Il 9 luglio 2015, quattro giorni dopo aver firmato il contratto come allenatore dei Delhi Dynamos, annuncia che scenderà anche in campo come calciatore.

### Nazionale

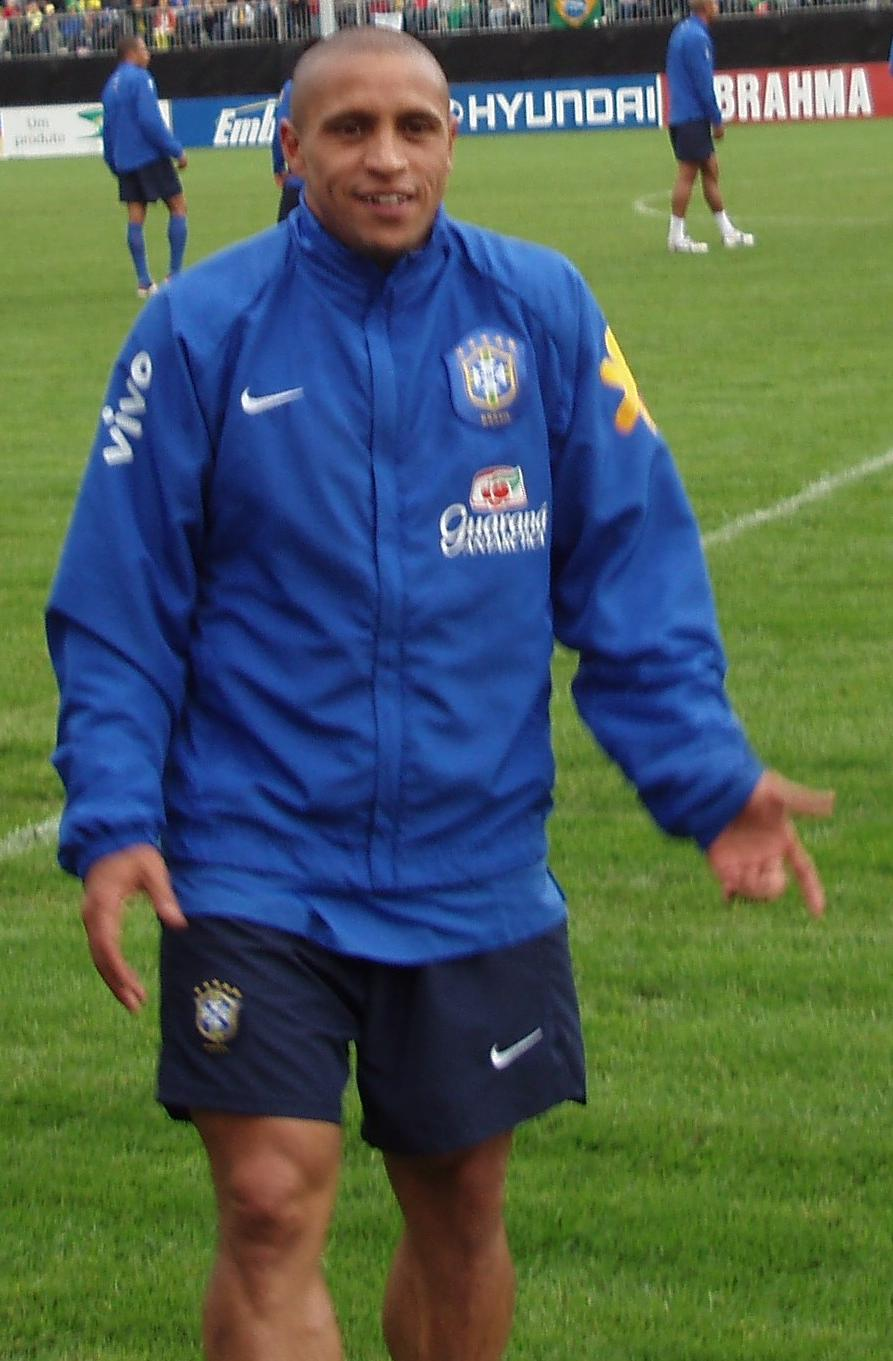
Roberto Carlos durante un allenamento della nazionale brasiliana a Weggis in preparazione al campionato del mondo 2006

Nel 1991 ha partecipato con la nazionale brasiliana Under-20 al campionato del mondo di categoria, dove il Brasile è stato battuto in finale dal Portogallo.
Con la nazionale maggiore brasiliana, di cui è stato titolare dal 1995 al 2006, Roberto Carlos ha giocato 125 partite (di cui 5 come capitano) e segnato 11 reti. Ha esordito in nazionale il 26 febbraio 1992 in amichevole a Fortaleza contro gli Stati Uniti e ha segnato la prima rete il 9 giugno 1992 contro il Giappone.
Con la Seleção ha vinto il campionato del mondo nel 2002, la Coppa America nel 1997 e nel 1999 e la Confederations Cup nel 1997. È inoltre arrivato in finale nel campionato del mondo 1998 e nella Copa America 1995; con la selezione olimpica, ha preso parte alle Olimpiadi 1996 di Atlanta, vincendo la medaglia di bronzo.
Roberto Carlos ha deciso di lasciare la nazionale nel luglio 2006, dopo l'eliminazione del Brasile dal mondiale di Germania a seguito della sconfitta con la Francia ai quarti di finale.

### Allenatore
Il 3 giugno 2013 è diventato l'allenatore del Sivasspor, con cui ha firmato un contratto biennale. Il primo anno turco chiude con un 5º posto in campionato e con l'eliminazione nei gironi nella Coppa di Turchia. Il 21 dicembre 2014 si dimette e due giorni dopo viene risolto il contratto dalla squadra turca.
Il 2 gennaio 2015 diventa allenatore della squadra turca dell'Akhisar Belediyespor. portandolo al 12º posto e lasciandolo a fine stagione.
Il 1º giugno viene nominato tecnico del Al-Arabi squadra nella massima serie qatariota.
Il 5 luglio firma un contratto da allenatore del Delhi Dynamos, club della massima divisione indiana. Arriva quarto in campionato con conseguente accesso ai play-off, perdendo la semifinale per il titolo contro la squadra di Zico. Il 20 dicembre termina la sua esperienza indiana.
Dal gennaio 2016 collabora con la cantera del Real Madrid ed è ambasciatore del club in Asia.
Nel maggio del 2017 diventa consulente del South Melbourne.
Nel 2022 consegue il patentino da allenatore UEFA Pro in Spagna.

## Statistiche

### Presenze e reti nei club
Statistiche aggiornate al termine della carriera da calciatore.
| Stagione              | Squadra               | Campionato            | Campionato | Campionato | Coppe nazionali | Coppe nazionali | Coppe nazionali | Coppe continentali | Coppe continentali | Coppe continentali | Altre coppe | Altre coppe | Altre coppe | Totale | Totale |
| Stagione              | Squadra               | Comp                  | Pres       | Reti       | Comp            | Pres            | Reti            | Comp               | Pres               | Reti               | Comp        | Pres        | Reti        | Pres   | Reti   |
| --------------------- | --------------------- | --------------------- | ---------- | ---------- | --------------- | --------------- | --------------- | ------------------ | ------------------ | ------------------ | ----------- | ----------- | ----------- | ------ | ------ |
| 1991                  | União São João        | A1/SP                 | 24         | 1          | -               | -               | -               | -                  | -                  | -                  | -           | -           | -           | 24     | 1      |
| 1992                  | União São João        | A1/SP+B               | 21+21      | 1+4        | -               | -               | -               | -                  | -                  | -                  | -           | -           | -           | 42     | 5      |
| Totale União São João | Totale União São João | Totale União São João | 45+21      | 2+4        | -               | -               | -               | -                  | -                  | -                  | -           | -           | -           | 66     | 6      |
| 1993                  | Palmeiras             | A1/SP+A               | 33+20      | 4+1        | CB              | 5               | 0               | -                  | -                  | -                  | TRS+TJH     | 7+1         | 0+0         | 66     | 5      |
| 1994                  | Palmeiras             | A1/SP+A               | 27+24      | 0+2        | CB              | 3               | 0               | CL                 | 6                  | 1                  | -           | -           | -           | 60     | 3      |
| gen. -ago.1995        | Palmeiras             | A1/SP+A               | 23+0       | 4+0        | CB              | 4               | 1               | CL                 | 9                  | 3                  | -           | -           | -           | 36     | 8      |
| Totale Palmeiras      | Totale Palmeiras      | Totale Palmeiras      | 83+44      | 8+3        |                 | 12              | 1               |                    | 15                 | 4                  |             | 8           | 0           | 162    | 16     |
| 1995-1996             | Inter                 | A                     | 30         | 5          | CI              | 2               | 1               | CU                 | 2                  | 1                  | -           | -           | -           | 34     | 7      |
| 1996-1997             | Real Madrid           | PD                    | 37         | 5          | CR              | 5               | 0               | -                  | -                  | -                  | -           | -           | -           | 42     | 5      |
| 1997-1998             | Real Madrid           | PD                    | 35         | 4          | CR              | 1               | 1               | UCL                | 9                  | 2                  | SS          | 2           | 0           | 47     | 7      |
| 1998-1999             | Real Madrid           | PD                    | 35         | 5          | CR              | 4               | 0               | UCL                | 8                  | 0                  | SU+CI       | 1+1         | 0           | 49     | 5      |
| 1999-2000             | Real Madrid           | PD                    | 35         | 4          | CR              | 3               | 0               | UCL                | 17                 | 4                  | Cmc         | 3           | 0           | 58     | 8      |
| 2000-2001             | Real Madrid           | PD                    | 36         | 5          | CR              | 0               | 0               | UCL                | 14                 | 4                  | SU+CI       | 1+1         | 0+1         | 52     | 10     |
| 2001-2002             | Real Madrid           | PD                    | 31         | 3          | CR              | 6               | 1               | UCL                | 13                 | 2                  | SS          | 2           | 0           | 52     | 6      |
| 2002-2003             | Real Madrid           | PD                    | 37         | 5          | CR              | 1               | 0               | UCL                | 15                 | 1                  | SU+CI       | 1+1         | 1+0         | 55     | 7      |
| 2003-2004             | Real Madrid           | PD                    | 32         | 6          | CR              | 7               | 1               | UCL                | 8                  | 2                  | SS          | 2           | 0           | 49     | 9      |
| 2004-2005             | Real Madrid           | PD                    | 34         | 3          | CR              | 2               | 0               | UCL                | 10                 | 1                  | -           | -           | -           | 46     | 4      |
| 2005-2006             | Real Madrid           | PD                    | 35         | 5          | CR              | 3               | 1               | UCL                | 7                  | 0                  | -           | -           | -           | 45     | 6      |
| 2006-2007             | Real Madrid           | PD                    | 23         | 3          | CR              | 1               | 0               | UCL                | 8                  | 0                  | -           | -           | -           | 32     | 3      |
| Totale Real Madrid    | Totale Real Madrid    | Totale Real Madrid    | 370        | 48         |                 | 33              | 4               |                    | 109                | 16                 |             | 15          | 2           | 527    | 70     |
| 2007-2008             | Fenerbahçe            | SL                    | 22         | 2          | CT              | 3               | 0               | UCL                | 9                  | 0                  | ST          | 1           | 0           | 35     | 2      |
| 2008-2009             | Fenerbahçe            | SL                    | 32         | 4          | CT              | 8               | 2               | UCL                | 10                 | 1                  | -           | -           | -           | 50     | 7      |
| lug.-dic. 2009        | Fenerbahçe            | SL                    | 11         | 0          | CT              | 0               | 0               | UEL                | 8                  | 1                  | ST          | 0           | 0           | 19     | 1      |
| Totale Fenerbahçe     | Totale Fenerbahçe     | Totale Fenerbahçe     | 65         | 6          |                 | 11              | 2               |                    | 27                 | 2                  |             | 1           | 0           | 104    | 10     |
| 2010                  | Corinthians           | A1/SP+A               | 14+35      | 3+1        | -               | -               | -               | CL                 | 8                  | 0                  | -           | -           | -           | 57     | 4      |
| gen. -feb.2011        | Corinthians           | A1/SP+A               | 3+0        | 1+0        | -               | -               | -               | CL                 | 1                  | 0                  | -           | -           | -           | 4      | 1      |
| Totale Corinthians    | Totale Corinthians    | Totale Corinthians    | 17+35      | 4+1        |                 | -               | -               |                    | 9                  | 0                  |             | -           | -           | 61     | 5      |
| 2011-2012             | Anži                  | PL                    | 25         | 4          | CR+CR           | 1+2             | 0+1             | -                  | -                  | -                  | -           | -           | -           | 28     | 5      |
| 2015                  | Delhi Dynamos         | ISL                   | 3          | 0          | -               | -               | -               | -                  | -                  | -                  | -           | -           | -           | 3      | 0      |
| Totale carriera       | Totale carriera       | Totale carriera       | 738        | 85         |                 | 61              | 9               |                    | 162                | 23                 |             | 24          | 2           | 985    | 119    |

### Cronologia presenze e reti in nazionale
| Cronologia completa delle presenze e delle reti in nazionale ― Brasile | Cronologia completa delle presenze e delle reti in nazionale ― Brasile | Cronologia completa delle presenze e delle reti in nazionale ― Brasile | Cronologia completa delle presenze e delle reti in nazionale ― Brasile | Cronologia completa delle presenze e delle reti in nazionale ― Brasile | Cronologia completa delle presenze e delle reti in nazionale ― Brasile | Cronologia completa delle presenze e delle reti in nazionale ― Brasile | Cronologia completa delle presenze e delle reti in nazionale ― Brasile |
| Data                                                                   | Città                                                                  | In casa                                                                | Risultato                                                              | Ospiti                                                                 | Competizione                                                           | Reti                                                                   | Note                                                                   |
| ---------------------------------------------------------------------- | ---------------------------------------------------------------------- | ---------------------------------------------------------------------- | ---------------------------------------------------------------------- | ---------------------------------------------------------------------- | ---------------------------------------------------------------------- | ---------------------------------------------------------------------- | ---------------------------------------------------------------------- |
| 26-2-1992                                                              | Fortaleza                                                              | Brasile                                                                | 3 – 0                                                                  | Stati Uniti                                                            | Amichevole                                                             | -                                                                      |                                                                        |
| 15-4-1992                                                              | Cuiabá                                                                 | Brasile                                                                | 3 – 1                                                                  | Finlandia                                                              | Amichevole                                                             | -                                                                      |                                                                        |
| 30-4-1992                                                              | Montevideo                                                             | Uruguay                                                                | 1 – 0                                                                  | Brasile                                                                | Amichevole                                                             | -                                                                      |                                                                        |
| 31-7-1992                                                              | Los Angeles                                                            | Messico                                                                | 0 – 5                                                                  | Brasile                                                                | Amistad Cup 1992                                                       | -                                                                      |                                                                        |
| 2-8-1992                                                               | Los Angeles                                                            | Stati Uniti                                                            | 0 – 1                                                                  | Brasile                                                                | Amistad Cup 1992                                                       | -                                                                      |                                                                        |
| 23-9-1992                                                              | Paranavaí                                                              | Brasile                                                                | 4 – 2                                                                  | Costa Rica                                                             | Amichevole                                                             | -                                                                      |                                                                        |
| 25-11-1992                                                             | Campina Grande                                                         | Brasile                                                                | 1 – 2                                                                  | Uruguay                                                                | Amichevole                                                             | -                                                                      |                                                                        |
| 17-3-1993                                                              | Ribeirão Preto                                                         | Brasile                                                                | 2 – 2                                                                  | Polonia                                                                | Amichevole                                                             | -                                                                      |                                                                        |
| 18-6-1993                                                              | Cuenca                                                                 | Brasile                                                                | 0 – 0                                                                  | Perù                                                                   | Coppa America 1993 - 1º turno                                          | -                                                                      |                                                                        |
| 21-6-1993                                                              | Cuenca                                                                 | Cile                                                                   | 3 – 2                                                                  | Brasile                                                                | Coppa America 1993 - 1º turno                                          | -                                                                      |                                                                        |
| 24-6-1993                                                              | Cuenca                                                                 | Brasile                                                                | 3 – 0                                                                  | Paraguay                                                               | Coppa America 1993 - 1º turno                                          | -                                                                      |                                                                        |
| 27-6-1993                                                              | Guayaquil                                                              | Brasile                                                                | 1 – 1 dts (5 – 6 dtr)                                                  | Argentina                                                              | Coppa America 1993 - Quarti di finale                                  | -                                                                      |                                                                        |
| 17-5-1995                                                              | Tel Aviv                                                               | Israele                                                                | 1 – 2                                                                  | Brasile                                                                | Amichevole                                                             | -                                                                      |                                                                        |
| 4-6-1995                                                               | Birmingham                                                             | Brasile                                                                | 1 – 0                                                                  | Svezia                                                                 | Umbro Cup                                                              | -                                                                      |                                                                        |
| 6-6-1995                                                               | Liverpool                                                              | Brasile                                                                | 3 – 0                                                                  | Giappone                                                               | Umbro Cup                                                              | 1                                                                      |                                                                        |
| 11-6-1995                                                              | Londra                                                                 | Inghilterra                                                            | 1 – 3                                                                  | Brasile                                                                | Umbro Cup                                                              | -                                                                      |                                                                        |
| 29-6-1995                                                              | Recife                                                                 | Brasile                                                                | 2 – 1                                                                  | Polonia                                                                | Amichevole                                                             | -                                                                      |                                                                        |
| 7-7-1995                                                               | Rivera                                                                 | Brasile                                                                | 1 – 0                                                                  | Ecuador                                                                | Coppa America 1995 - 1º turno                                          | -                                                                      |                                                                        |
| 10-7-1995                                                              | Rivera                                                                 | Brasile                                                                | 2 – 0                                                                  | Perù                                                                   | Coppa America 1995 - 1º turno                                          | -                                                                      |                                                                        |
| 13-7-1995                                                              | Rivera                                                                 | Brasile                                                                | 3 – 0                                                                  | Colombia                                                               | Coppa America 1995 - 1º turno                                          | -                                                                      |                                                                        |
| 17-7-1995                                                              | Rivera                                                                 | Brasile                                                                | 2 – 2 dts (4 – 2 dtr)                                                  | Argentina                                                              | Coppa America 1995 - Quarti di finale                                  | -                                                                      |                                                                        |
| 20-7-1995                                                              | Maldonado                                                              | Brasile                                                                | 1 – 0                                                                  | Stati Uniti                                                            | Coppa America 1995 - Semifinale                                        | -                                                                      |                                                                        |
| 23-7-1995                                                              | Montevideo                                                             | Uruguay                                                                | 1 – 1 dts (5 – 3 dtr)                                                  | Brasile                                                                | Coppa America 1995 - Finale                                            | -                                                                      | 2º posto                                                               |
| 11-10-1995                                                             | Salvador                                                               | Brasile                                                                | 2 – 0                                                                  | Uruguay                                                                | Amichevole                                                             | -                                                                      |                                                                        |
| 8-11-1995                                                              | Buenos Aires                                                           | Argentina                                                              | 0 – 1                                                                  | Brasile                                                                | Amichevole                                                             | -                                                                      |                                                                        |
| 26-2-1997                                                              | Goiânia                                                                | Brasile                                                                | 4 – 2                                                                  | Polonia                                                                | Amichevole                                                             | -                                                                      |                                                                        |
| 2-4-1997                                                               | Brasilia                                                               | Brasile                                                                | 4 – 0                                                                  | Cile                                                                   | Amichevole                                                             | -                                                                      |                                                                        |
| 30-4-1997                                                              | Miami                                                                  | Messico                                                                | 0 – 4                                                                  | Brasile                                                                | Amichevole                                                             | -                                                                      |                                                                        |
| 31-5-1997                                                              | Oslo                                                                   | Norvegia                                                               | 4 – 2                                                                  | Brasile                                                                | Amichevole                                                             | -                                                                      |                                                                        |
| 3-6-1997                                                               | Lione                                                                  | Francia                                                                | 1 – 1                                                                  | Brasile                                                                | Torneo di Francia                                                      | 1                                                                      |                                                                        |
| 8-6-1997                                                               | Lione                                                                  | Italia                                                                 | 3 – 3                                                                  | Brasile                                                                | Torneo di Francia                                                      | 1                                                                      | [ 88 ]                                                                 |
| 10-6-1997                                                              | Parigi                                                                 | Inghilterra                                                            | 0 – 1                                                                  | Brasile                                                                | Torneo di Francia                                                      | -                                                                      |                                                                        |
| 14-6-1997                                                              | Santa Cruz                                                             | Brasile                                                                | 5 – 0                                                                  | Costa Rica                                                             | Coppa America 1997 - 1º turno                                          | -                                                                      |                                                                        |
| 16-6-1997                                                              | Santa Cruz                                                             | Brasile                                                                | 3 – 2                                                                  | Messico                                                                | Coppa America 1997 - 1º turno                                          | -                                                                      |                                                                        |
| 22-6-1997                                                              | Santa Cruz                                                             | Brasile                                                                | 5 – 0                                                                  | Paraguay                                                               | Coppa America 1997 - Quarti di finale                                  | -                                                                      |                                                                        |
| 26-6-1997                                                              | Santa Cruz                                                             | Brasile                                                                | 7 – 0                                                                  | Perù                                                                   | Coppa America 1997 - Semifinale                                        | -                                                                      |                                                                        |
| 29-6-1997                                                              | La Paz                                                                 | Brasile                                                                | 3 – 1                                                                  | Bolivia                                                                | Coppa America 1997 - Finale                                            | -                                                                      | 5º titolo                                                              |
| 10-8-1997                                                              | Seul                                                                   | Corea del Sud                                                          | 1 – 2                                                                  | Brasile                                                                | Amichevole                                                             | -                                                                      |                                                                        |
| 13-8-1997                                                              | Ōsaka                                                                  | Giappone                                                               | 0 – 3                                                                  | Brasile                                                                | Amichevole                                                             | -                                                                      |                                                                        |
| 14-12-1997                                                             | Riyad                                                                  | Australia                                                              | 0 – 0                                                                  | Brasile                                                                | Conf. Cup 1997 - 1º turno                                              | -                                                                      |                                                                        |
| 16-12-1997                                                             | Riyad                                                                  | Brasile                                                                | 3 – 2                                                                  | Messico                                                                | Conf. Cup 1997 - 1º turno                                              | -                                                                      |                                                                        |
| 19-12-1997                                                             | Riyad                                                                  | Brasile                                                                | 2 – 0                                                                  | Rep. Ceca                                                              | Conf. Cup 1997 - Semifinale                                            | -                                                                      |                                                                        |
| 21-12-1997                                                             | Riyad                                                                  | Brasile                                                                | 6 – 0                                                                  | Australia                                                              | Conf. Cup 1997 - Finale                                                | -                                                                      | 1º titolo                                                              |
| 25-4-1998                                                              | Stoccarda                                                              | Germania                                                               | 1 – 2                                                                  | Brasile                                                                | Amichevole                                                             | -                                                                      |                                                                        |
| 29-4-1998                                                              | Rio de Janeiro                                                         | Brasile                                                                | 0 – 1                                                                  | Argentina                                                              | Amichevole                                                             | -                                                                      |                                                                        |
| 3-6-1998                                                               | Saint-Ouen                                                             | Andorra                                                                | 0 – 3                                                                  | Brasile                                                                | Amichevole                                                             | -                                                                      |                                                                        |
| 10-6-1998                                                              | Saint-Denis                                                            | Brasile                                                                | 2 – 1                                                                  | Scozia                                                                 | Mondiali 1998 - 1º turno                                               | -                                                                      |                                                                        |
| 16-6-1998                                                              | Nantes                                                                 | Brasile                                                                | 3 – 0                                                                  | Marocco                                                                | Mondiali 1998 - 1º turno                                               | -                                                                      |                                                                        |
| 23-6-1998                                                              | Marsiglia                                                              | Brasile                                                                | 1 – 2                                                                  | Norvegia                                                               | Mondiali 1998 - 1º turno                                               | -                                                                      |                                                                        |
| 27-6-1998                                                              | Parigi                                                                 | Brasile                                                                | 4 – 1                                                                  | Cile                                                                   | Mondiali 1998 - Ottavi di finale                                       | -                                                                      |                                                                        |
| 3-7-1998                                                               | Nantes                                                                 | Brasile                                                                | 3 – 2                                                                  | Danimarca                                                              | Mondiali 1998 - Quarti di finale                                       | -                                                                      |                                                                        |
| 7-7-1998                                                               | Marsiglia                                                              | Brasile                                                                | 1 – 1 dts (4 – 2 dtr)                                                  | Paesi Bassi                                                            | Mondiali 1998 - Semifinale                                             | -                                                                      |                                                                        |
| 12-7-1998                                                              | Saint-Denis                                                            | Francia                                                                | 3 – 0                                                                  | Brasile                                                                | Mondiali 1998 - Finale                                                 | -                                                                      | 2º posto                                                               |
| 5-6-1999                                                               | Salvador                                                               | Brasile                                                                | 2 – 2                                                                  | Paesi Bassi                                                            | Amichevole                                                             | -                                                                      |                                                                        |
| 8-6-1999                                                               | Goiânia                                                                | Brasile                                                                | 3 – 1                                                                  | Paesi Bassi                                                            | Amichevole                                                             | -                                                                      |                                                                        |
| 26-6-1999                                                              | Curitiba                                                               | Brasile                                                                | 3 – 0                                                                  | Lettonia                                                               | Amichevole                                                             | 1                                                                      |                                                                        |
| 30-6-1999                                                              | Ciudad del Este                                                        | Brasile                                                                | 7 – 0                                                                  | Venezuela                                                              | Coppa America 1999 - 1º turno                                          | -                                                                      |                                                                        |
| 3-7-1999                                                               | Ciudad del Este                                                        | Brasile                                                                | 2 – 1                                                                  | Messico                                                                | Coppa America 1999 - 1º turno                                          | -                                                                      |                                                                        |
| 6-7-1999                                                               | Ciudad del Este                                                        | Brasile                                                                | 1 – 0                                                                  | Cile                                                                   | Coppa America 1999 - 1º turno                                          | -                                                                      |                                                                        |
| 11-7-1999                                                              | Ciudad del Este                                                        | Brasile                                                                | 2 – 1                                                                  | Argentina                                                              | Coppa America 1999 - Quarti di finale                                  | -                                                                      |                                                                        |
| 14-7-1999                                                              | Ciudad del Este                                                        | Brasile                                                                | 2 – 0                                                                  | Messico                                                                | Coppa America 1999 - Semifinale                                        | -                                                                      |                                                                        |
| 18-7-1999                                                              | Asunción                                                               | Brasile                                                                | 3 – 0                                                                  | Uruguay                                                                | Coppa America 1999 - Finale                                            | -                                                                      | 6º titolo                                                              |
| 4-9-1999                                                               | Buenos Aires                                                           | Argentina                                                              | 2 – 0                                                                  | Brasile                                                                | Amichevole                                                             | -                                                                      |                                                                        |
| 7-9-1999                                                               | Porto Alegre                                                           | Brasile                                                                | 4 – 2                                                                  | Argentina                                                              | Amichevole                                                             | -                                                                      |                                                                        |
| 9-10-1999                                                              | Amsterdam                                                              | Paesi Bassi                                                            | 2 – 2                                                                  | Brasile                                                                | Amichevole                                                             | 1                                                                      |                                                                        |
| 13-11-1999                                                             | Vigo                                                                   | Spagna                                                                 | 0 – 0                                                                  | Brasile                                                                | Amichevole                                                             | -                                                                      |                                                                        |
| 23-2-2000                                                              | Bangkok                                                                | Thailandia                                                             | 0 – 7                                                                  | Brasile                                                                | Amichevole                                                             | -                                                                      |                                                                        |
| 28-3-2000                                                              | Bogotà                                                                 | Colombia                                                               | 0 – 0                                                                  | Brasile                                                                | Qual. Mondiali 2002                                                    | -                                                                      |                                                                        |
| 26-4-2000                                                              | San Paolo                                                              | Brasile                                                                | 3 – 2                                                                  | Ecuador                                                                | Qual. Mondiali 2002                                                    | -                                                                      |                                                                        |
| 27-5-2000                                                              | Londra                                                                 | Inghilterra                                                            | 1 – 1                                                                  | Brasile                                                                | Amichevole                                                             | -                                                                      |                                                                        |
| 4-6-2000                                                               | Lima                                                                   | Perù                                                                   | 0 – 1                                                                  | Brasile                                                                | Qual. Mondiali 2002                                                    | -                                                                      |                                                                        |
| 28-6-2000                                                              | Rio de Janeiro                                                         | Brasile                                                                | 1 – 1                                                                  | Uruguay                                                                | Qual. Mondiali 2002                                                    | -                                                                      |                                                                        |
| 18-7-2000                                                              | Asunción                                                               | Paraguay                                                               | 2 – 1                                                                  | Brasile                                                                | Qual. Mondiali 2002                                                    | -                                                                      |                                                                        |
| 26-7-2000                                                              | San Paolo                                                              | Brasile                                                                | 3 – 1                                                                  | Argentina                                                              | Qual. Mondiali 2002                                                    | -                                                                      |                                                                        |
| 15-8-2000                                                              | Santiago del Cile                                                      | Cile                                                                   | 3 – 0                                                                  | Brasile                                                                | Qual. Mondiali 2002                                                    | -                                                                      |                                                                        |
| 7-3-2001                                                               | Guadalajara                                                            | Messico                                                                | 3 – 3                                                                  | Brasile                                                                | Amichevole                                                             | -                                                                      |                                                                        |
| 1-7-2001                                                               | Montevideo                                                             | Uruguay                                                                | 1 – 0                                                                  | Brasile                                                                | Qual. Mondiali 2002                                                    | -                                                                      |                                                                        |
| 9-8-2001                                                               | Curitiba                                                               | Brasile                                                                | 5 – 0                                                                  | Panama                                                                 | Amichevole                                                             | 1                                                                      |                                                                        |
| 15-8-2001                                                              | Porto Alegre                                                           | Brasile                                                                | 2 – 0                                                                  | Paraguay                                                               | Qual. Mondiali 2002                                                    | -                                                                      |                                                                        |
| 5-9-2001                                                               | Buenos Aires                                                           | Argentina                                                              | 2 – 1                                                                  | Brasile                                                                | Qual. Mondiali 2002                                                    | -                                                                      |                                                                        |
| 7-10-2001                                                              | Curitiba                                                               | Brasile                                                                | 2 – 0                                                                  | Cile                                                                   | Qual. Mondiali 2002                                                    | -                                                                      |                                                                        |
| 14-11-2001                                                             | São Luís                                                               | Brasile                                                                | 3 – 0                                                                  | Venezuela                                                              | Qual. Mondiali 2002                                                    | -                                                                      |                                                                        |
| 27-3-2002                                                              | Fortaleza                                                              | Brasile                                                                | 1 – 0                                                                  | Jugoslavia                                                             | Amichevole                                                             | -                                                                      |                                                                        |
| 17-4-2002                                                              | Lisbona                                                                | Portogallo                                                             | 1 – 1                                                                  | Brasile                                                                | Amichevole                                                             | -                                                                      |                                                                        |
| 25-5-2002                                                              | Kuala Lumpur                                                           | Malaysia                                                               | 0 – 4                                                                  | Brasile                                                                | Amichevole                                                             | -                                                                      |                                                                        |
| 3-6-2002                                                               | Ulsan                                                                  | Brasile                                                                | 2 – 1                                                                  | Turchia                                                                | Mondiali 2002 - 1º turno                                               | -                                                                      |                                                                        |
| 8-6-2002                                                               | Seogwipo                                                               | Brasile                                                                | 4 – 0                                                                  | Cina                                                                   | Mondiali 2002 - 1º turno                                               | 1                                                                      |                                                                        |
| 17-6-2002                                                              | Kōbe                                                                   | Brasile                                                                | 2 – 0                                                                  | Belgio                                                                 | Mondiali 2002 - Ottavi di finale                                       | -                                                                      |                                                                        |
| 21-6-2002                                                              | Shizuoka                                                               | Inghilterra                                                            | 1 – 2                                                                  | Brasile                                                                | Mondiali 2002 - Quarti di finale                                       | -                                                                      |                                                                        |
| 26-6-2002                                                              | Saitama                                                                | Brasile                                                                | 1 – 0                                                                  | Turchia                                                                | Mondiali 2002 - Semifinale                                             | -                                                                      |                                                                        |
| 30-6-2002                                                              | Yokohama                                                               | Brasile                                                                | 2 – 0                                                                  | Germania                                                               | Mondiali 2002 - Finale                                                 | -                                                                      | 5º titolo                                                              |
| 21-8-2002                                                              | Fortaleza                                                              | Brasile                                                                | 0 – 1                                                                  | Paraguay                                                               | Amichevole                                                             | -                                                                      |                                                                        |
| 20-11-2002                                                             | Seul                                                                   | Corea del Sud                                                          | 2 – 3                                                                  | Brasile                                                                | Amichevole                                                             | -                                                                      |                                                                        |
| 12-2-2003                                                              | Canton                                                                 | Cina                                                                   | 0 – 0                                                                  | Brasile                                                                | Amichevole                                                             | -                                                                      |                                                                        |
| 29-3-2003                                                              | Porto                                                                  | Portogallo                                                             | 2 – 1                                                                  | Brasile                                                                | Amichevole                                                             | -                                                                      |                                                                        |
| 7-9-2003                                                               | Barranquilla                                                           | Colombia                                                               | 1 – 2                                                                  | Brasile                                                                | Qual. Mondiali 2006                                                    | -                                                                      |                                                                        |
| 10-9-2003                                                              | Manaus                                                                 | Brasile                                                                | 1 – 0                                                                  | Ecuador                                                                | Qual. Mondiali 2006                                                    | -                                                                      |                                                                        |
| 12-10-2003                                                             | Leicester                                                              | Giamaica                                                               | 0 – 1                                                                  | Brasile                                                                | Amichevole                                                             | 1                                                                      |                                                                        |
| 18-2-2004                                                              | Dublino                                                                | Irlanda                                                                | 0 – 0                                                                  | Brasile                                                                | Amichevole                                                             | -                                                                      |                                                                        |
| 31-3-2004                                                              | Asunción                                                               | Paraguay                                                               | 0 – 0                                                                  | Brasile                                                                | Qual. Mondiali 2006                                                    | -                                                                      |                                                                        |
| 28-4-2004                                                              | Budapest                                                               | Ungheria                                                               | 1 – 4                                                                  | Brasile                                                                | Amichevole                                                             | -                                                                      |                                                                        |
| 20-5-2004                                                              | Saint-Denis                                                            | Francia                                                                | 0 – 0                                                                  | Brasile                                                                | Amichevole                                                             | -                                                                      |                                                                        |
| 2-6-2004                                                               | Belo Horizonte                                                         | Brasile                                                                | 3 – 1                                                                  | Argentina                                                              | Qual. Mondiali 2006                                                    | -                                                                      |                                                                        |
| 6-6-2004                                                               | Santiago del Cile                                                      | Cile                                                                   | 1 – 1                                                                  | Brasile                                                                | Qual. Mondiali 2006                                                    | -                                                                      |                                                                        |
| 18-8-2004                                                              | Port-au-Prince                                                         | Haiti                                                                  | 0 – 6                                                                  | Brasile                                                                | Amichevole                                                             | -                                                                      | Cap.                                                                   |
| 4-9-2004                                                               | San Paolo                                                              | Brasile                                                                | 3 – 1                                                                  | Bolivia                                                                | Qual. Mondiali 2006                                                    | -                                                                      | Cap.                                                                   |
| 8-9-2004                                                               | Berlino                                                                | Germania                                                               | 1 – 1                                                                  | Brasile                                                                | Amichevole                                                             | -                                                                      | Cap.                                                                   |
| 9-10-2004                                                              | Maracaibo                                                              | Venezuela                                                              | 2 – 5                                                                  | Brasile                                                                | Qual. Mondiali 2006                                                    | -                                                                      |                                                                        |
| 13-10-2004                                                             | Maceió                                                                 | Brasile                                                                | 0 – 0                                                                  | Colombia                                                               | Qual. Mondiali 2006                                                    | -                                                                      |                                                                        |
| 17-11-2004                                                             | Quito                                                                  | Ecuador                                                                | 1 – 0                                                                  | Brasile                                                                | Qual. Mondiali 2006                                                    | -                                                                      |                                                                        |
| 9-2-2005                                                               | Hong Kong                                                              | Hong Kong                                                              | 1 – 7                                                                  | Brasile                                                                | Lunar New Year Cup 2005                                                | 1                                                                      |                                                                        |
| 27-3-2005                                                              | Goiânia                                                                | Brasile                                                                | 1 – 0                                                                  | Perù                                                                   | Qual. Mondiali 2006                                                    | -                                                                      |                                                                        |
| 30-3-2005                                                              | Montevideo                                                             | Uruguay                                                                | 1 – 1                                                                  | Brasile                                                                | Qual. Mondiali 2006                                                    | -                                                                      |                                                                        |
| 5-6-2005                                                               | Porto Alegre                                                           | Brasile                                                                | 4 – 1                                                                  | Paraguay                                                               | Qual. Mondiali 2006                                                    | -                                                                      | Cap.                                                                   |
| 8-6-2005                                                               | Buenos Aires                                                           | Argentina                                                              | 3 – 1                                                                  | Brasile                                                                | Qual. Mondiali 2006                                                    | 1                                                                      |                                                                        |
| 17-8-2005                                                              | Spalato                                                                | Croazia                                                                | 1 – 1                                                                  | Brasile                                                                | Amichevole                                                             | -                                                                      |                                                                        |
| 4-9-2005                                                               | Brasilia                                                               | Brasile                                                                | 5 – 0                                                                  | Cile                                                                   | Qual. Mondiali 2006                                                    | -                                                                      |                                                                        |
| 12-10-2005                                                             | Belém                                                                  | Brasile                                                                | 3 – 0                                                                  | Venezuela                                                              | Qual. Mondiali 2006                                                    | 1                                                                      |                                                                        |
| 12-11-2005                                                             | Abu Dhabi                                                              | Emirati Arabi Uniti                                                    | 0 – 8                                                                  | Brasile                                                                | Amichevole                                                             | -                                                                      |                                                                        |
| 1-3-2006                                                               | Mosca                                                                  | Russia                                                                 | 0 – 1                                                                  | Brasile                                                                | Amichevole                                                             | -                                                                      | Cap.                                                                   |
| 4-6-2006                                                               | Ginevra                                                                | Brasile                                                                | 4 – 0                                                                  | Nuova Zelanda                                                          | Amichevole                                                             | -                                                                      |                                                                        |
| 13-6-2006                                                              | Berlino                                                                | Brasile                                                                | 1 – 0                                                                  | Croazia                                                                | Mondiali 2006 - 1º turno                                               | -                                                                      |                                                                        |
| 18-6-2006                                                              | Monaco di Baviera                                                      | Brasile                                                                | 2 – 0                                                                  | Australia                                                              | Mondiali 2006 - 1º turno                                               | -                                                                      |                                                                        |
| 27-6-2006                                                              | Dortmund                                                               | Brasile                                                                | 3 – 0                                                                  | Ghana                                                                  | Mondiali 2006 - Ottavi di finale                                       | -                                                                      |                                                                        |
| 1-7-2006                                                               | Francoforte sul Meno                                                   | Brasile                                                                | 0 – 1                                                                  | Francia                                                                | Mondiali 2006 - Quarti di finale                                       | -                                                                      |                                                                        |
| Totale                                                                 |                                                                        | Presenze (4º posto)                                                    | 125                                                                    |                                                                        | Reti                                                                   | 11                                                                     |                                                                        |

| Cronologia completa delle presenze e delle reti in nazionale (partite non ufficiali) ― Brasile | Cronologia completa delle presenze e delle reti in nazionale (partite non ufficiali) ― Brasile | Cronologia completa delle presenze e delle reti in nazionale (partite non ufficiali) ― Brasile | Cronologia completa delle presenze e delle reti in nazionale (partite non ufficiali) ― Brasile | Cronologia completa delle presenze e delle reti in nazionale (partite non ufficiali) ― Brasile | Cronologia completa delle presenze e delle reti in nazionale (partite non ufficiali) ― Brasile | Cronologia completa delle presenze e delle reti in nazionale (partite non ufficiali) ― Brasile | Cronologia completa delle presenze e delle reti in nazionale (partite non ufficiali) ― Brasile |
| Data                                                                                           | Città                                                                                          | In casa                                                                                        | Risultato                                                                                      | Ospiti                                                                                         | Competizione                                                                                   | Reti                                                                                           | Note                                                                                           |
| ---------------------------------------------------------------------------------------------- | ---------------------------------------------------------------------------------------------- | ---------------------------------------------------------------------------------------------- | ---------------------------------------------------------------------------------------------- | ---------------------------------------------------------------------------------------------- | ---------------------------------------------------------------------------------------------- | ---------------------------------------------------------------------------------------------- | ---------------------------------------------------------------------------------------------- |
| 22-5-1996                                                                                      | Manaus                                                                                         | Brasile                                                                                        | 1 – 1                                                                                          | Croazia olimpica                                                                               | Amichevole                                                                                     | -                                                                                              |                                                                                                |
| 26-6-1996                                                                                      | Vitória                                                                                        | Brasile                                                                                        | 3 – 1                                                                                          | Polonia olimpica                                                                               | Amichevole                                                                                     | -                                                                                              |                                                                                                |
| 31-5-1998                                                                                      | Bilbao                                                                                         | Athletic Bilbao                                                                                | 1 – 1                                                                                          | Brasile                                                                                        | Amichevole                                                                                     | -                                                                                              |                                                                                                |
| 28-4-1999                                                                                      | Barcellona                                                                                     | Barcellona                                                                                     | 2 – 2                                                                                          | Brasile                                                                                        | Amichevole                                                                                     | -                                                                                              |                                                                                                |
| 25-5-2004                                                                                      | Barcellona                                                                                     | Catalogna                                                                                      | 2 – 5                                                                                          | Brasile                                                                                        | Amichevole                                                                                     | -                                                                                              |                                                                                                |
| 6-9-2005                                                                                       | Siviglia                                                                                       | Siviglia                                                                                       | 1 – 1                                                                                          | Brasile                                                                                        | Amichevole                                                                                     | -                                                                                              |                                                                                                |
| 30-5-2006                                                                                      | Basilea                                                                                        | Brasile                                                                                        | 8 – 0                                                                                          | Lucerna XI                                                                                     | Amichevole                                                                                     | -                                                                                              |                                                                                                |
| Totale                                                                                         |                                                                                                | Presenze                                                                                       | 7                                                                                              |                                                                                                | Reti                                                                                           | 0                                                                                              |                                                                                                |

| Cronologia completa delle presenze e delle reti in nazionale ― Brasile under 20 | Cronologia completa delle presenze e delle reti in nazionale ― Brasile under 20 | Cronologia completa delle presenze e delle reti in nazionale ― Brasile under 20 | Cronologia completa delle presenze e delle reti in nazionale ― Brasile under 20 | Cronologia completa delle presenze e delle reti in nazionale ― Brasile under 20 | Cronologia completa delle presenze e delle reti in nazionale ― Brasile under 20 | Cronologia completa delle presenze e delle reti in nazionale ― Brasile under 20 | Cronologia completa delle presenze e delle reti in nazionale ― Brasile under 20 |
| Data                                                                            | Città                                                                           | In casa                                                                         | Risultato                                                                       | Ospiti                                                                          | Competizione                                                                    | Reti                                                                            | Note                                                                            |
| ------------------------------------------------------------------------------- | ------------------------------------------------------------------------------- | ------------------------------------------------------------------------------- | ------------------------------------------------------------------------------- | ------------------------------------------------------------------------------- | ------------------------------------------------------------------------------- | ------------------------------------------------------------------------------- | ------------------------------------------------------------------------------- |
| 15-6-1991                                                                       | Porto                                                                           | Brasile under 20                                                                | 2 – 1                                                                           | Costa d'Avorio under 20                                                         | Mondiali Under-20 1991 - 1º turno                                               | -                                                                               | 13’                                                                             |
| 17-6-1991                                                                       | Porto                                                                           | Brasile under 20                                                                | 2 – 2                                                                           | Messico under 20                                                                | Mondiali Under-20 1991 - 1º turno                                               | -                                                                               | 66’, 76’                                                                        |
| 22-6-1991                                                                       | Porto                                                                           | Brasile under 20                                                                | 5 – 1                                                                           | Corea unificata under 20                                                        | Mondiali Under-20 1991 - Quarti di finale                                       | -                                                                               |                                                                                 |
| 26-6-1991                                                                       | Guimarães                                                                       | Brasile under 20                                                                | 3 – 0                                                                           | Unione Sovietica under 20                                                       | Mondiali Under-20 1991 - Semifinale                                             | -                                                                               |                                                                                 |
| 30-6-1991                                                                       | Lisbona                                                                         | Portogallo under 20                                                             | 0 – 0 dts (4 - 2 dtr)                                                           | Brasile under 20                                                                | Mondiali Under-20 1991 - Finale                                                 | -                                                                               |                                                                                 |
| Totale                                                                          |                                                                                 | Presenze                                                                        | 5                                                                               |                                                                                 | Reti                                                                            | 0                                                                               |                                                                                 |

## Palmarès

### Giocatore

#### Club

##### Competizioni statali
- Campionato paulista: 2

Palmeiras: 1993, 1994
- Torneo Rio-San Paolo: 1

Palmeiras: 1993

##### Competizioni nazionali
- Campionato brasiliano: 2

Palmeiras: 1993, 1994
- Campionato spagnolo: 4

Real Madrid: 1996-1997, 2000-2001, 2002-2003, 2006-2007
- Supercoppa di Spagna: 3

Real Madrid: 1997, 2001, 2003
- Supercoppa di Turchia: 2

Fenerbahçe: 2007, 2009

##### Competizioni internazionali
- UEFA Champions League: 3

Real Madrid: 1997-1998, 1999-2000, 2001-2002
- Coppa Intercontinentale: 2

Real Madrid: 1998, 2002
- Supercoppa UEFA: 1

Real Madrid: 2002

#### Nazionale
- Bronzo olimpico: 1

Atlanta 1996
- Coppa America: 2

Bolivia 1997, Paraguay 1999
- Confederations Cup: 1

1997
- Campionato mondiale: 1

2002

#### Individuale
- Bola de Prata: 3

1993, 1994, 2010
- Squadra dell'anno ESM: 7

1996-1997, 1997-1998, 1999-2000, 2000-2001, 2001-2002, 2002-2003, 2003-2004
- All-Star Team dei Mondiali: 2

1998, 2002
- Inserito nella FIFA World Cup Dream Team (2002)
- Miglior giocatore UEFA: 2

Miglior difensore: 2002, 2003
- Squadra dell'anno UEFA: 2

2002, 2003
- Inserito nella FIFA 100 (2004)
- Golden Foot (2008)
- Candidato al Dream Team del Pallone d'oro (2020)